# Silnice II/642
Silnice II/642 je silnice II. třídy, která vede intravilánem v Brně. Je dlouhá 2,5 km. Silnice je vedena po ulicích Rokytově a Žarošické na rozhraní čtvrtí Židenice a Vinohrady. 

## Vedení silnice

### Jihomoravský kraj, okres Brno-město
- Židenice (křižovatka  I/42; ul. Svatoplukova)
- Vinohrady (křižovatka  II/373; ul. Jedovnická)